# Margetići (Novi Travnik)
Pour les articles homonymes, voir Margetići.
Margetići (en cyrillique : Маргетићи) est un village de Bosnie-Herzégovine. Il est situé dans la municipalité de Novi Travnik, dans le canton de Bosnie centrale et dans la fédération de Bosnie-et-Herzégovine. Selon les premiers résultats du recensement bosnien de 2013, il compte 223 habitants.

## Démographie

### Évolution historique de la population
| 1948 | 1953 | 1961 | 1971 | 1981 | 1991 | 2013 |
| ---- | ---- | ---- | ---- | ---- | ---- | ---- |
| -    | -    | 268  | 354  | 379  | 392  | 223  |

|  |

### Communauté locale
En 1991, la communauté locale de Margetići comptait 1 063 habitants, répartis de la manière suivante :